# بچیر، منطقه مسکونی
بچیر  یک منطقهٔ مسکونی در الجزایر است که در تامترت واقع شده‌است.
 بچیر   ۴۴۸ متر بالاتر از سطح دریا واقع شده‌است.